# فرودگاه مارودی
فرودگاه مارودی (به انگلیسی: Marudi Airport) (به زبان بومی: Lapangan Terbang Marudi) یک فرودگاه همگانی با کد یاتا MUR است که یک باند فرود آسفالت دارد و طول باند آن ۹۹۸ متر است. این فرودگاه در کشور مالزی قرار دارد و در ارتفاع ۳۱ متری از سطح دریا واقع شده‌است.

## شرکت‌های هواپیمایی و مقصدهای پروازی
| شرکت‌های هواپیمایی                 | مقصدهای پروازی                                             |
| --------------------------------- | ---------------------------------------------------------- |
| مالزی ایرلاینز اجرا توسط MASwings | باریو، لانگ آکا، لانگ بانگا، لانگ للانگ، لانگ سریدان، میری |